# فتحي الميساوي
فتحي الميساوي ملاكم تونسي ولد في 8 جانفي 1974. تحصل على الميدالية البرنزية في وزن أقلّ من 63.5 كغ في الألعاب الأولمبية سنة 1996 بأطلنطا. ثم احترف الملاكمة في كندا بداية من سنة 1998 ولكنه اضطر إلى إيقاف مسيرته الرياضية سنة 2001 بعد إصابة في إحدى عينيه.

## السّجلّ
- الميدالية البرنزية (أقلّ من 63.5 كغ): الألعاب الأولمبية سنة 1996

## مواضيع ذات علاقة
تونس في الألعاب الأولمبية

## روابط خارجية
- فتحي الميساوي على موقع بوكس ريك (الإنجليزية) (registration required)
- فتحي الميساوي على موقع أوليمبيديا (الإنجليزية)